# Kordommen
Kordommen war ein Ort im Kreis Heiligenbeil in Ostpreußen. Seine Ortsstelle befindet sich heute im Munizipalkreis Rajon Bagrationowsk (Stadtkreis Preußisch Eylau) in der Oblast Kaliningrad (Gebiet Königsberg (Preußen)) in Russland.

## Geographische Lage
Die Ortsstelle Kordommens liegt im Südwesten der Oblast Kaliningrad, acht Kilometer nordöstlich der früheren Kreisstadt Heiligenbeil (heute russisch Mamonowo) bzw. 42 Kilometer nordwestlich der jetzigen Rajonshauptstadt Bagrationowsk (deutsch Preußisch Eylau).

## Geschichte
Das erste Mal urkundlich erwähnt wurde das damalige Corwedumpne im Jahre 1404. Der Ort wurde nach 1404 Curwedumpne, nach 1412 Corwedompne, nach 1437 Cordummen, nach 1620 Cordommen und nach 1871 Kordommen genannt.
Angelegt als großer Hof war das Vorwerk Kordommen ein Wohnplatz des Gutsbezirks Stuthenen im ostpreußischen Kreis Heiligenbeil. Stuthenen war Amtsdorf und damit namensgebend für einen Amtsbezirk. Kordommen zählte im Jahre 1905 35 Einwohner.
Am 30. September 1928 „wechselte“ Kordommen von Stuthenen zu Partheinen (russisch Moskowskoje), als nämlich der Gutsbezirk Stuthenen und die Gutsbezirke Mükühnen und Partheinen (beide russisch Moskowskoje) sich zur neuen Landgemeinde Partheinen nun aber auch im Amtsbezirk Balga zusammenschlossen. Allerdings wurden Mükühnen und Partheinen am 12. Juli 1929 wieder in den Amtsbezirk Stuthenen zurückgegliedert, der bald danach in Amtsbezirk Wolittnick (russisch Primorskoje) umbenannt wurde.
1945 kam Kordommen mit dem gesamten nördlichen Ostpreußen in Kriegsfolge zur Sowjetunion. Schon bald aber wird der Ort offiziell nicht mehr genannt, weder ist eine russische Namensgebung noch die Zuordnung zu einem Dorfsowjet bekannt. Er gilt als untergegangen. Seine Ortsstelle liegt im heutigen Rajon Bagrationowsk (Stadtkreis Preußisch Eylau) in der russischen Oblast Kaliningrad (Gebiet Königsberg (Preußen)).

## Religion
Kordommen war bis 1945 ein Ort im Kirchspiel der evangelischen Kirche Bladiau (russisch Pjatidoroschnoje) in der Kirchenprovinz Ostpreußen der Kirche der Altpreußischen Union.

## Verkehr
Die nur noch schwerlich wahrzunehmende Ortsstelle Kordommens ist auf Landwegen von Moskowksoje (Partheinen) aus zu erreichen.